# Sàtires (Horaci)
Les Sàtires (llatí: Saturae) és una obra del poeta romà Quint Horaci Flac composta de divuit poemes, agrupats en dos llibres (deu el primer i vuit el segon). Aquesta obra l'escrigué el poeta durant la seva joventut i la publicà entre els anys 35 i 30 aC. Aquests poemes satírics estan escrits en hexàmetres dactílics, seguint el model de Lucili i la seva temàtica versa sobre temes diversos i lleugers. La finalitat de l'autor a l'hora de compondre aquesta obra és utilitzar-la com a mitjà de difusió entre la població.
Tal com ens dona a conèixer la tradició manuscrita, el títol original de la seva obra era Sermones, ja que Horaci preferia que els poemes d'aquesta obra fossin assimilats al tipus de poesia que transmet el iambe. Posteriorment, però, acabarà acceptant el terme satura, un cop aquest concepte va ser establert com un terme tècnic que definia aquest tipus de poema.
El model que pren Horaci a l'hora de compondre aquests poemes és Gai Lucili, autor de sàtires i inventor d'aquest gènere literari, segons Horaci. No obstant ésser-ne el referent, aquest poeta també va rebre nombroses crítiques al llarg de l'obra, on es posen de manifest alguns defectes que tenien les seves sàtires. Horaci el pren com a model, però se'n diferencia a partir de les seves innovacions temàtiques i d'estil que aporta.

## Tradició manuscrita de l'obra
El reconeixement d'Horaci i dels manuscrits de les seves obres va aparèixer d'una manera sobtada, a la segona meitat del segle ix. Durant gran part de l'edat mitjana, els poemes lírics van ser menys llegits que els hexàmetres de les Sàtires i les Epístoles, probablement a causa de la gran dificultat mètrica i lingüística.
Els manuscrits que han sobreviscut no han estat investigants a fons ni catalogats. L'estudi de la tradició manuscrita s'ha concentrat en un petit grup de codexs antics però indispensables.
- B. Berna 363, S.IX (escrit en un scriptorium continental irlandès, potser al nord d'Itàlia); 1-440. S. fins a 1.3.134.
- C/E Munich Clm 14685, s. XI (St. Emmermam). Text complet d'Horaci (manca de C.4.7.21 - Epod. 1.23), compilació feta de dues fonts.
- # L'anomenat C, ofereix C.3.27.1 - 4.7.20. Epod. 1.24-final, C.S,, Ars, 1-440, S.1.4.122 - 1.6.40, 2.7.118, 2.8, i (probablement) Epist.
- # L'anomenat E, ofereix Carm. fins al 3.26, Ars 441-76, i S. 1.1.1 - 2.5.82, 2.6.34 - final (S. 2.5.83 - 2.6.33 van ser afegits per un copista del segle xii a f.103)
- K Saint-Claude (Jura) 2, s.XI, de Saint-Oyan. Fragments d'un palimpset ara tot junt am material no relacionat, conté Ars, S. a 2.2.24. Cf. F. Vollmer SBAW 1913.3, 5-7.
- R Vatican, Reg. lat. 1703, s. IX[1] (Alsàcia; posseït per S peter and Paul, Wissembourg). Potser el manuscrit més antic; correccions a càrrec de Walahfrid Strabo. Cf. Pellegrin, ii. 1.370 - 3.
- l Leiden, B. P.L. 28, s.IX (de St. Peter, Beauvais).
- V Blandinius Vetustissimus deperditus, manuscrit d'edat desconeguda de Blankenberg, a prop de Ghent, destruït el 1566. Les seves lectures són conegudes, de primer, a partir de les col·locacions de Jacobus Cruquius, tal com va ser publicat a les seves edicions, inicis del 1565; també a partir d'una còpia del S. XV, Gotha Chart, B. 61 (manca de C. 3. 10. 4 - 3.15.16 i Ars)[4]

- δ British Library, Harley 2725, s. IX (nord de França)
- λ Paris lat. 7972, s. IX/X (St. Ambròs, Milà)
- Φ Paris lat. 7974. s. X (de Saint-Rémy, Reims)
- ψ Paris lat. 7971, s. X (Reims, després Fleury)

## Influències i antecedents
Sàtires és una obra d'Horaci que consta de dos llibres, els quals van ser publicats entre l'any 35 i l'any 30 aC. Aquesta obra va ser anomenada, en un primer moment, Sermones tal com consta a la tradició manuscrita. Les Sàtires d'Horaci presenten un estil força personal per part de l'autor però, alhora, reuneixen un seguit de característiques concretes d'autors precedents de la sàtira romana, sobretot de Lucili, el creador del gènere romà.
Les Sàtires d'Horaci pertanyen al gènere de la sàtira romana, l'origen del qual és força complex. D'una banda, la sàtira romana és considerada un gènere pròpiament romà però, d'altra banda, és coneguda, alhora, una tradició grega de sàtires escrites per Mènip de Gàdara. (c. 349 - 250 aC).
Així doncs, la sàtira romana va adoptar algunes de les característiques de la sàtira grega de Mènip de Gàdara, a través d'autors com Publi Terenci Varró o Sèneca. No obstant això, la sàtira romana es va consolidar, fermament, a mans de l'autor Gai Lucili, ja que va escriure 30 llibres de sàtires en vers i va servir com a referent als seus successors. Marc Fabi Quintilià (c, 35 - 95 dC), no va voler reconèixer mai la influència grega respecte de gènere satíric i considerà l'obra d'Enni el precedent directe de Lucili: Satura quidem tota nostra est. (Quintilià, Inst. 10, 1 - 93)

## Resum de les Sàtires

### Llibre I

#### Sàtira primera
Aquest poema fou compost el 37 aC i està encapçalat per una lloança a Mecenàs. La sàtira tracta de la insatisfacció humana, és a dir, l'anhel de l'home que desitja ser més ric i millor que cap altre; l'home està descontent amb la seva pròpia sort i sempre vol alguna cosa millor. La causa principal d'aquest problema és la cobdícia, per la qual Horaci proposa com a solució una visió més equilibrada de les coses, és a dir, l'aurea mediocritas.
Hi apareixen alguns conceptes epicúris i estoics: el concepte de la justa mesura és pròpiament de l'epicureïsme però la idea de l'autosuficiència per viure és un ideal tant epicuri com estoic.

#### Sàtira segona
Aquesta sàtira és considerada un dels seus primers poemes escrits dins d'aquest recull i ens parla dels perills que es pateixen si es mantenen relacions sexuals amb dones casades. Horaci proposa i es decanta per recórrer a les prostitutes, ja que aquestes no estan compromeses amb cap home i no hi ha cap risc d'ésser enxampat pels adúlters. A l'inici de la sàtira, a tall d'introducció, fa referència al costum que tenen els homes de fer tot el contrari a allò que no volen; els homes són extremistes, no tenen un terme mitjà (aurea mediocritas).
L'única cita filosòfica que trobem en aquest poema és la proposada per Filòdem de Gàdara, filòsof epicuri i poeta, que opinava que els gals, com que eren sacerdots de la deessa Cíbele i, per tant, castrats, sortien amb la primera dona que veien.

#### Sàtira tercera[16]
Aquesta sàtira gira a l'entorn de dos temes principals: el primer, l'amistat, considerada pels epicuris un requisit essencial per a la vida; Horaci indica el comportament indulgent que l'home ha de tenir envers la resta i el fet de no jutjar a tothom pels seus defectes. El segon tema, la injustícia, entesa pels estoics com el fet de castigar per igual tots els homes.

#### Sàtira quarta[19]
És la primera sàtira amb tema literari en què Horaci reflexiona sobre els antecedents del gènere i les reaccions que les seves sàtires anteriors varen provocar en la crítica. També fa esment dels poetes anteriors, els quals no s'han de prendre com a model, tal com Gai Lucili, Èupolis, Cratí, Aristòfanes o Crispí. En aquesta sàtira podem trobar un elogi al pare del poeta, ja que dona a conèixer l'admirable pedagogia amb què va ser educat, mitjançant exemples pràctics de la conducta, desmarcant-se de qualsevol escola filosòfica.
Els temes que s'extreuen d'aquest poema són la lloança a l'autoperfeccionisme moral i la correcció recíproca entre amics.

#### Sàtira cinquena
Aquesta sàtira, adreçada a un rètor de nom Heliodor, és coneguda com el viatge a Brundísium, atès que Horaci relata el camí que va fer com a acompanyant del seu protector Mecenàs cap a aquest indret. L'any 37 aC Marc Antoni i Cèsar Octavià van decidir reunir-se a Brundísium, punt més accessible tant per a les tropes procedents de Grècia com per a les d'Orient. En aquesta sàtira l'autor ens dona a conèixer molta informació quotidiana de l'època, com el gran nombre de gent que freqüentava el fòrum Api, el seu malestar estomacal a causa de l'aigua de la zona, les converses entre els seus acompanyants o les molèsties que li provocaven les granotes i els mosquits. És un autèntic dietari de la vida a Roma al segle i aC, amb informacions de petits successos, descripcions de personatges, ciutats, situacions o costums vistos i analitzats per l'autor
Els personatges més importants que apareixen en aquest poema són Virgili, Varró, Mecenàs i Vari.

#### Sàtira sisena
Aquesta sàtira està dedicada al seu protector Mecenàs i és la més autobiogràfica En aquesta Horaci fa una lloança al seu estil de vida, propi d'un ciutadà romà sense responsabilitats polítiques de cap mena i centra la seva crítica envers els polítics i el seu estil de vida; fa una queixa contra l'ambició política i l'arrogància d'aquells nous rics que sorgeixen a Roma. Horaci es mostra molt orgullós dels seus orígens humils i fa una nova lloança cap al seu pare, a qui li torna a agrair tota l'educació que li ha donat al llarg de la seva vida.

#### Sàtira setena[24]
Aquest poema és el més breu i, possiblement, el més antic. És una sàtira molt trivial, però no exempta de gràcia. L'argument d'aquesta versa sobre el judici que va haver de presidir Brutus, general de les tropes asiàtiques, a Clazòmenes, ciutat de la Jònia, en que Persi, un ric comercial, atacava Rupili Rex, company de Brutus, per haver tingut conflictes amb ell. En el judici, Persi demana a Brutus que acabi amb la vida de Rex, fent un paral·lelisme amb el seu avantpassat Luci Juni Brutus, que va encapçalar la revolta que comportà la caiguda del regnat de Tarquini el Superb.

#### Sàtira vuitena[26]
Aquesta sàtira tracta un episodi de caràcter mític, que té com a protagonistes l'estàtua del déu Priap i dues Fúries: Canídia i Sàgana. El déu estava horroritzat perquè veia com les Fúries recollien herbes i ossos necessaris per als seus encanteris al cementiri de les Esquílides, on es trobava ell. Per tal de fer-les marxar, les espantà amb un pet violent, resultat de l'espetec produït pel tronc de la figuera en la que s'havia cinzellat l'estàtua. En aquesta sàtira, Horaci fa una crítica social en relació al concepte de la màgia i l'astrologia, considerades a Roma una amenaça per a la comunitat.

#### Sàtira novena
Aquesta sàtira és coneguda com la sàtira del pesat, en què el poeta ens explica un episodi que li va succeir mentre passejava per la via Sacra, seguint el seu costum. Bolà, un trepa, assetjà el poeta amb la intenció d'introduir-se en el cercle de Mecenàs i persistirà en el seu objectiu. Horaci no aconsegueix treure-se'l de sobre i és gràcies a un plet que sorgeix del no-res com aconsegueix alliberar-se'n i continuar amb els seus assumptes. La crítica és de caràcter moral i ètic: exposa el fet d'aprofitar-se de la gent en benefici propi.

#### Sàtira desena[30]
Aquesta sàtira és la segona de caràcter literari, precedida d'un pròleg apòcrif. Està escrita a tall d'epíleg, on Horaci, en boca d'admiradors del poeta Lucili, que, molestos per les crítiques que el satíric mostra en la sàtira quarta en contra de la mètrica i del seu estil i la poca consideració que li té, exposa una definició de la sàtira. Horaci, malgrat que sigui Lucili el seu model literari, el critica pel seu estil tan descurat, a partir de la seva extensíssima producció literària (aquesta és l'única sàtira que exposa directament el poeta); implícitament, se'n troben d'altres com la crítica envers els temes en què es basen les seves sàtires, tant en Lucili com en Horaci (delictes major en el primer i en la Comèdia antiga grega -robatoris, assassinats, adulteris-, en contraposició amb els del segon -l'avarícia o l'ambició-). Horaci afirma que ell no cerca la fama ni la popularitat de la massa, sinó l'estima dels seus amics del cercle de Mecenàs.

### Llibre II

#### Sàtira primera
Aquesta sàtira també és de caràcter literari, on Horaci fa una revisió de consciència sobre el gènere satíric mitjançant un diàleg entre ell mateix i el jurista Gai Trebaci Testa, amic de Ciceró i August. El poeta li demana consell sobre si ha de continuar component poemes satírics o no. El jurista li aconsella que es dediqui a l'epopeia, però Horaci no es veu capaç d'introduir-se en aquest gènere i prefereix continuar escrivint sàtires, però destinades a personatges coneguts del seu cercle. Trebaci l'adverteix dels riscs judicials a què s'exposa si continua en aquest gènere; Horaci, rebatent aquesta afirmació, li exposa que creu que aquest tipus de composicions no fan mal a ningú i que tot aquell qui cometi una falta greu es mereixerà ser objecte de mofa i, per això, si actua amb proves demostrades, no serà jutjat mai.
Els temes que s'extreuen d'aquest poema són la qüestió de l'agressivitat del gènere de la sàtira i els riscos que provoca davant la justícia.

#### Sàtira segona
Aquest poema és l'anomenada sàtira d'Ofel·lus. El protagonista és un pagès i filòsof autodidacta que critica els excessos a l'hora de menjar, ja que, segons ell, s'ha de mantenir una dieta equilibrada (aurea mediocritas). També dona lliçons per tal de preparar l'home davant els canvis de la sort. Aquestes lliçons són de caràcter epicuri i no hi ha cap mena d'ironia.

#### Sàtira tercera
Aquesta sàtira està composta per 326 versos i és la més llarga de la col·lecció. És un altre diàleg entre el poeta i Damasip, un antic comerciant d'antiguitats, ara arruïnat; Damasip li retreu la seva mancança de productivitat poètica. La sàtira sencera tracta sobre la bogeria, els seus graus i els diferents tipus; aquest tema presenta una doctrina estoica, per la qual s'explica la deficiència de l'escola filosòfica a l'hora de tractar aquests arguments.

#### Sàtira quarta
En aquesta sàtira el poeta Horaci es troba amb Caci, gourmet i filòsof epicuri, a qui un autor desconegut ha donat una sèrie de consells sobre alimentació. Horaci s'interessa per ell i Caci comença a relatar-li de memòria tot el que aquell home li ha explicat. Al moment de concloure el relat, Horaci li demana si el pot conèixer. La sàtira en si és una lliçó de gastronomia, barrejada amb trets filosòfics, per tal de viure una vida més feliç.
El poeta es burla dels epicuris en aquest poema, ja que els representa en la figura de Caci, un home que no té altra preocupació en el món que anar recordant preceptes de cuina explicats per un desconegut.

#### Sàtira cinquena
Aquesta sàtira és una al·legoria creada pel mateix poeta a partir del passatge de la baixada a l'Hades, que apareix a l'Odissea Hom. Od. XI, vv. 100-137. d'Homer, quan se li vaticina a Odisseu que els pretendents arruïnaran tot el seu patrimoni. Horaci presenta un diàleg entre Odisseu i l'ombra de Tirèsies, ja mort; el sobirà li demana consell per tal d'obtenir una solució que pugui mitigar la pobresa en què es troba; l'endeví li recomana que es dediqui a captar testaments i que s'aprofiti de persones ja velles, a fi de guanyar-se la seva atenció i per tal que l'incloguin en els seus testaments i així anirà obtenint de mica en mica guanys i riqueses.
Aquesta sàtira és una clara crítica a totes aquelles persones que, valent-se de la bona voluntat i la crítica situació de persones a punt de morir, se n'aprofiten en benefici propi. També hi és present, un altre cop, el tòpic literari de l'aurea mediocritas quan, avançat el discurs de Tirèsies, aquest mateix recomana a Odisseu que mantingui una posició intermèdia a l'hora de tractar amb els testadors.

#### Sàtira sisena[41]
La sàtira és un altre elogi que fa el poeta al seu protector Mecenàs, a qui agraeix ara la finca sabina que li va regalar. En aquest elogi, Horaci lloa la importància de la vida envers la vida de la ciutat a partir d'un episodi personal. El poeta viu estressat a la ciutat, donant constantment consells a la població i provocant gels continus per la seva posició social; en canvi, la vida del camp li permet distreure's, dedicar-se a l'oci i viure sense preocupacions. Dins d'aquesta sàtira, apareix l'ècfrasi, explicat per Cervi, veí del poeta, del ratolí de camp i el de ciutat: aquest relat dona a conèixer els perills continus de la ciutat davant la tranquil·litat del camp. Aquesta faula és considerada la primera versió coneguda en la literatura occidental.
En aquest poema apareixen dos tòpics literaris propis del poeta: el més important i sobre el qual gira tota la sàtira és el tòpic del beatus ille; en menor mesura apareix el tòpic del carpe diem, en el moment en què el ratolí de ciutat aconsella al de poble que visqui el dia com si fos l'últim, degut a la condició mortal que els ha tocat de viure.

#### Sàtira setena[44]
Aquesta sàtira és un diàleg entre Horaci i un esclau seu, Davus. Aprofitant la festivitat de les Saturnals i previ consens amb el mateix amo, l'esclau comença a sermonejar-lo, transmetent-li un missatge de caràcter estoic: només el savi és lliure, la resta ha de viure com a esclaus.
Davus retreu a Horaci que es troben dins de la mateixa classe social, perquè viu atrapat en els vicis propis d'un personatge acomodat en la societat i que, com ell, hi ha algú en una escala superior que el governa així com vol. L'esclau segueix la teoria proposada per Crispí, filòsof estoic, i afegeix a aquesta una actitud cínica duta a terme pel seu amo; Horaci està condicionat per les seves necessitats, molt més que no pas Davus, el qual no posseeix res i només es preocupa d'alimentar-se.
El poeta tracta de burlar-se d'aquesta doctrina, posant-la en boca d'un personatge tan vulgar i sense cap mena de pes en la societat, com és un esclau.

#### Sàtira vuitena[45]
Aquesta sàtira explica el famós banquet de Nasidiè, on s'exageren els costums propis dels banquets. Fundani, poeta còmic, explica a Horaci com ha anat aquest banquet i li relata tot allò que va succeir-hi. La peça es caracteritza per la seva extrema comicitat, amb el propòsit per part del poeta de ridiculitzar al màxim la figura dels rics i dels nous rics presents en la societat, els quals es preocupen només de fer veure que tenen molta opulència i que sigui pomposa, i de mostrar-ne la seva vessant més miserable.
Aquest relat servirà de model per a Petroni a l'hora de compondre l'episodi del banquet de Trimalquió, present en el Satíricon.

## Personatges més recurrents en l'obra
Els personatges que més apareixen en aquesta obra són:
- Mecenàs, protector del poeta Horaci i dirigent del cercle literari que porta el seu nom.

- Horaci, que apareix com a personatge protagonista en un gran nombre de sàtires.

- Tigel·li,[47] anomenat el Sard o l'Ancià, músic excèntric però de cert prestigi, que rebé el favor de Cèsar i d'August.

- Nomentà,[48] personatge prototip de malgastador. Podria referir-se a una persona anònima, originària de Nomèntum, colònia d'Alba Longa.

- Èupolis, Cratí i Aristòfanes, trio d'integrants de la coneguda Comèdia antiga grega.

- Lucili, predecessor d'Horaci en l'art de compondre poemes satírics i model d'aquest.

- Messal·la,[49] protector del poeta Tibul i creador del seu famós cercle literari, rival directe del de Mecenàs.

- Barrus, s'identifica amb Betuci Barrus, implicat en el procés de corrupció de les Vestals (l'episodi on un grup d'homes varen tenir relacions sexuals amb aquestes sacerdotesses i que els comportà la mort per sacrilegi).

- Davus, personatge prototip de la comèdia de Plaute; s'identifica amb la figura de l'esclau astut de les seves obres.

## Pervivència de l'obra a la literatura francesa
A França, la tradició horaciana va ser seguida pels poetes de La Pléiade, sobretot Pierre de Ronsard (c. 1524 - 1585), el qual va traduir al vers francès l'Art Poètica d'Horaci i en va imitar les Odes. No obstant això, van aparèixer,
posteriorment, altres autors seguidors dels models horacians.
El primer poeta satíric francès va ser Mathurin Régnier (c. 1575 - 1613) car va escriure vint-i-cinc sàtires d'influència horaciana i també amb influències de Juvenal. Les seves Satires van ser publicades el 1608. Tot i així, ja en el segle xv, s'observen trets horacians en l'obra de Montaigne i en l'obra de Rabelais. El successor de Mathurin Régnier va ser Nicolas Boileau (c. 1636 - 1711), considerat el gran restaurador de la sàtira horaciana en la modernitat, ja que va escriure també 12 sàtires, publicades entre 1657 i 1667.
Posteriorment, Diderot (c. 1713 - 1784), entusiasta dels autors antics, va seguir la tradició horaciana. D'una banda, es va descobrir una influència molt clara de la sàtira setena horaciana al seu conte filosòfic Le Neveu de Rameau, publicat en 1892 però realitzat entre 1762 i 1773. Val a dir que aquesta obra va ser anomenada, altrament, SàtiraSegona. Així doncs, es dedueix l'existència d'una altra Sàtira primera. Totes dues sàtires de Diderot contenen epígrafs influenciats per les sàtires d'Horaci. A diferència d'Horaci, però, Diderot es va interessar més per la crítica de les costums que per l'estil poètic car el seu l'objectiu era moralitzar. D'altra banda, Diderot va tractar de traduir una sàtira horaciana en versos francesos Traduction du commencement de la première satire d'Horace  traducció de caràcter molt personal. A més, Diderot escriu una altra peça moralista Lettre sur les aveugles à l'usage de ceux qui voient (1749) on Diderot s'inspira de nou en la crítica moralista Horaciana per mostrar la relativitat de les concepcions de la societat de la seva època.

## Pervivència de l'obra a la literatura anglesa[53]
A l'Anglaterra renaixentista trobem les primeres mostres de la permanència de l'Horaci satíric en el poeta sir Thomas Wyatt (1503-1542), familiaritzat amb les sàtires horacianes i les de Juvenal en el temps que va viure a Itàlia. També trobem una comèdia (Poetaster) del dramaturg Ben Jonson (1572-1637) on apareix el mateix Horaci com a dominador del mal gust de llurs competidors.
A l'època barroca cal destacar J. Wilmot (1647-1680), que va escriure sàtires i, entre elles una titulada Allusion to Horace en què imitava la Sàtira I, 10 d'Horaci per atacar un antic protegit seu. Més endavant, Jonathan Swift (1667-1745) va fer una imitació de la Sàtira II, 6 d'Horaci.
El punt culminant, però, de la sàtira moderna horaciana va arribar amb Alexander Pope (1688-1744) que va recrear tots els gèneres cultivats per Horaci però, dominant sobretot els Sermones, a les seves obres Satires i Imitations of Horace. Altres autors van perpetuar el gènere satíric horacià, com Samuel Johnson (1709-1784) i H. Fielding (1707-1754).
La crisi de l'horacianisme també va afectar l'Anglaterra del segle xix i les “Sàtires van perdre la seva autoritat”. Tot i això, el mateix Lord Byron (1788-1824) li va retre homenatge, en particular als seus Sermones, i en va prendre algunes formes retòriques com a model per a les seves obres. Pel que fa a Samuel Taylor Coleridge (1772-1834), tot i que no sentia gran predilecció per Horaci, mai no va deixar de citar les Sàtires.
Finalment, cal mencionar les Operetes (musicals) de J. Sullivan (1842-1900) que van animar l'avorrida vida del Londres de l'època Victoriana; moltes d'elles van ser escrites per sir William S. Gilbert, un poeta satíric amb gran influència horaciana.

## Pervivència de l'obra a la literatura espanyola[55]
A Espanya, podem trobar les primeres influències de la sàtira horaciana durant el segle xvi amb l'escola aragonesa encapçalada pels germans Lucerci (1559-1613) i Bartolomé (1561-1631).
En el barroc espanyol podem trobar la influència horaciana en autors com Luis de Góngora (c.1561-1627), amb els seus poemes satírics com “ándeme yo caliente y ríase la gente”, Francisco de Quevedo (c.1580-1645) amb els diversos poemes satírics presents en les seves obres El Parnaso espanyol (1648) i Musas Últimas Catellanas (1670).
En el segle xviii, la sàtira horaciana es va perpetuar gràcies a les influències en autors com Tomás de Iriarte (1750-1791) i F.M. de Samaniego (1745-1801), qui va utilitzar la faula del ratolí de camp i el ratolí de ciutat, present en l'obra d'Horaci.
En el segle xix es pot destacar la figura de Manuel Bretón de los Herreros (1796-1873), qui va saber combinar l'esperit satíric clàssic horacià amb el d'arrel popular.
Posteriorment, un gran estudiós de les sàtires i de l'estil d'Horaci va ser Menéndez Pelayo (1856-1912), que va traduir i analitzar Horaci en la seva obra Horacio en España (1877). 

## Pervivència de l'obra a la literatura catalana
A Catalunya, la influència d'Horaci es troba en l'escriptor i poeta Agustí Esclasans, que li va dedicar un poema titulat A Horaci, publicat al diari La Veu de Catalunya el dia 8 de desembre de 1935, amb motiu de la commemoració del bimil·lenari del naixement d'Horaci; en Miquel Costa i Llobera i les seves Horacianes (1906); en Manuel de Cabanyes i els poemes que conformen la seva obra Producciones escogidas (1858); en Joaquim Maria Bartrina i la seva Epístola; en Carles Riba i els seus dos llibres de les Estances (1919 i 1930); en el poema de joventut Motiu horacià (1935) de Miquel Dolç; en els poemes satírics de Tomàs Aguiló i Cortès; en J. L. Pons i Gallarza i les seves Poesies (1918); en Joaquim Roca i Cornet i el seu poema A la ascensión; també en Manuel Milà i Fontanals i els poemes de l'obra Compendio de arte poética (1844); el poeta Horaci també es troba present en la poesia de Gabriel Alomar i en Jaume Bofill i Ferro i la seva Horaciana.

## Pervivència de l'obra en altres literatures
Les Sàtires d'Horaci van tenir una transcendència important en la literatura universal a partir del segle xvi. Vet aquí les més rellevants:
- A Itàlia, Ludovico Ariosto (1474-1533) i els seus set sermons satírics datats entre 1517-1531.
- A Alemanya trobem el cas de Sebastian Brant (1457-1521) i el seu Das Narrenschiff ("El vaixell de bojos"), publicat per primer cop el 1494; Abraham a Sancta Clara (1644-1709) i el seu Judas der Erzschelm ("Judas, el deshonest", recollida en quatre volum, composts entre 1686 i 1695) i Gottlieb Rabener (1714-1771) i la seva Col·lecció d'escrits satírics, obra composta entre 1751-1755.[57]
- Als Estats Units d'Amèrica també trobem autors influenciats per les Sàtires d'Horaci, comés el cas del poeta romàntic |W.C.Bryant (1794-1878), que va recrear en els seus poemes els bons records que Horaci tenia del seu pare. A més també trobem O.W.Holmes (1809-1894) que va escriure una sàtira on evoca les descripcions horacianes de la seva finca a la Sabina.[58]
- A Portugal la sàtira horaciana no va tenir el mateix èxit que en els països anteriors, però es poden trobar petites influències en el segle xvi en autors com André Falcâo de Rezende (1527-1599), que va escriure una sàtira dirigida al gran Camôes censurant els poderosos que invertien a protegir els homes de lletres. En el neoclassicisme, |Correia Garçâo (1724-1772) destaca per escriure sàtires a l'estil horacià.

## Traduccions catalanes
- Traducció íntegra i en vers de Josep Maria Llovera. Acadèmia Catòlica, Sabadell, 1975 (Versions de L'Obra Completa d'Horaci i de Quinze Rapsòdies de La Iliada d'Homer: Traducció directa en els metres originals).
- Horaci. Sàtires i Epístoles (en llatí - català). Traducció: Llorenç Riber.  Barcelona: Fundació Bernat Metge, 2009 (Escriptors llatins). ISBN 8472259536.
- Traducció íntegra de Jaume Juan Castelló. Adesiara editorial, Martorell, 2008.